# Hortus Botanicus Vrije Universiteit Amsterdam
L'Hortus Botanicus Vrije Universiteit Amsterdam, conosciuto anche con il nome di Botanische tuin Zuidas, è un orto botanico della Vrije Universiteit, ad Amsterdam.

## Storia e descrizione
L'orto botanico venne istituito nel 1967, progettato da Chris Broerse, per scopi educativi e di ricerca della facoltà di biologia della Vrije Universiteit. Nel 1988 il giardino perse la sua funzione educativa, pur rimanendo di proprietà dell'università. Nel 2009, a causa dell'ampliamento del vicino ospedale universitario, ne venne paventata la rimozione: tuttavia, a seguito di una protesta popolare, nel 2010, fu salvato. Nel 2016 venne restaurato.
Il giardino è situato alle spalle del VU Medisch Centrum, l'accesso è consentito tramite un cancello realizzato dall'artista Ruud-Jan Kokke e si estende su una superficie di circa un ettaro, di cui circa mille metri quadrati occupati da serre. Comprende oltre 10 000 varietà di piante come felci, piante grasse, come cactus, piante carnivore e orchidee, oltre ad alberi, piante acquatiche e una collezione di bonsai. Esiste inoltre una collaborazione con oltre 500 orti botanici nel mondo.